# Miitopia
Miitopia  — це рольова відеогра 2016 року від Nintendo, спочатку випущена для Nintendo 3DS в Японії в 2016 році та в усьому світі в 2017 році, з оновленою версією, випущеною для Nintendo Switch 21 травня 2021 року. У грі є настроювані персонажі Mii у покроковій бойовій системі та розповідається про історію групи героїв, які борються з Темним Лордом, який краде обличчя мешканців Міітопії. Гра отримала змішані відгуки: критики вихваляли її креативні елементи симулятора життя та гумор, критикуючи її бойову систему та повторюваність.

## Ігровий процес
Ігрові персонажі створюються за допомогою аватарів Mii і мають певні особистісні риси, які впливають на їх роль у бою. Кожен член групи має один із кількох стандартних класів персонажів або «робот», таких як воїни та маги; у міру проходження гри стає доступним більше класів. Як і Tomodachi Life, стосунки між Mii поза боєм впливають на гру: наприклад, коли Mii не ладнають один з одним, це може ускладнити бій. Miitopia підтримує можливість імпортувати Mii та їхні налаштування рис із Tomodachi Life, а також зі списків друзів гравців. Гра підтримує лінійку фігурок Amiibo від Nintendo, які дозволяють гравцям використовувати унікальну косметику на своїх Mii.
Версія гри для Nintendo Switch представляє нову функцію макіяжу та перуки, яка дозволяє гравцям додатково налаштовувати своїх ігрових персонажів, включаючи параметри, недоступні в консольному додатку Mii Maker. Також додається кінь, який може допомогти в бою, прогулянки, які дозволяють персонажам отримати очки досвіду стосунків, і Вежу Відчаю(Tower of Despair), секретне останнє підземелля, яке відкривається після Вежі Жаху(Tower of Dread).

## Сюжет
Гра починається з того, що головний герой, Mii на вибір гравця, прибуває в місто Greenhorne. Незабаром Темний Лорд, який може викрасти обличчя Mii і використовувати їх, щоб керувати мирними істотами та перетворювати їх на монстрів, атакує місто. Герой вибирає клас персонажа і відправляється в подорож, щоб зупинити Темного Лорда. Дорогою гравець знаходить більше супутників, зустрічає Великого Мудреця та досягає замку Greenhorn, де квест продовжується після того, як Темний Лорд вкраде обличчя Короля та Принцеси. Потім команда потрапляє в королівство Neksdor, але Темний Лорд атакує, викрадаючи супутників героя та залишаючи їх без класу. Після того, як опікун надає герою нові сили, вони подорожують Neksdor зустрічаючи трьох нових супутників і Genie of the Lamp. Команда продовжує рух до Королівства Фей, де Темний Лорд атакує, знову викрадаючи компаньйонів героя та їхній клас персонажів і спонукаючи опікуна створити нову групу класів персонажів. Герою доручено врятувати трьох Чудових Фей Королівства, які показують команді шлях до замку Темного Лорда в Каркатоні. Однак перш ніж вони можуть відкрити двері, Темний Лорд краде їхні обличчя. Відновивши свої обличчя, Чудові Феї відкривають двері до Каркатона; коли команда прибуває туди, Темний Лорд атакує знову, викрадаючи нових супутників героя, але не їхні сили. Герою доручено врятувати їхніх друзів за допомогою Великого Мудреця.
Команда бореться з Темним Лордом і перемагає його, а потім з’ясовується, що це дух одного з Mii, який заволодів Темним Лордом, відомий як Dark Curse. Dark Curse намагається заволодіти героєм, але Великий Мудрець втручається і стає одержимим, стаючи Темним Лордом. Команда вистежує Темного Лорда через землі Powdered Peaks, Peculia та Nimbus, перш ніж досягти Домену Темного Лорда, борючись по дорозі з попередніми босами. Досягнувши вершини, герої відправляються в Потойбічний світ для останньої битви з Темним Лордом; хоча він еволюціонує до Найтемнішого Лорда, він остаточно переможений. Після цього Великий Мудрець звільняється і ловить Dark Curse, а потім пояснює його історію герою. Колись це був звичайний Mii, якому відмовили, тому що вони мали нудне обличчя; він вирішив позбутися свого обличчя, і з часом він став душею ненависті, злоби та зла, що стало Dark Curse. Герою дається вибір або знищити його, або надати йому нове обличчя та тіло. Якщо герой дає йому нове життя, Великий Мудрець бере його у подорожі, щоб вони спокутували свої помилки. Якщо герой вирішує знищити Dark Curse, вони використовують свою божественну силу, щоб знищити його. Незалежно від результату, їх хвалять за порятунок Міітопії.

## Рецепція
| Агрегатор  | Оцінка                   |
| ---------- | ------------------------ |
| Metacritic | (3DS) 67/100 (NS) 71/100 |

| Видання               | Оцінка |
| --------------------- | ------ |
| Destructoid           | 7/10   |
| Famitsu               | 31/40  |
| Game Informer         | 7.5/10 |
| GameRevolution        | 2.5/5  |
| GameSpot              | 5/10   |
| Nintendo Life         | [ 9 ]  |
| Nintendo World Report | 6/10   |
| Pocket Gamer          | [ 11 ] |
| Polygon               | 8/10   |
| RPGamer               | 3.5/5  |
| USgamer               | 2.5/5  |

За даними агрегатора рецензій Metacritic, Miitopia отримала змішані або середні відгуки від критиків. Famitsu оцінив обидві версії в 31/40.
Багато критиків проводили порівняння між Miitopia та Tomodachi Life через те, що обидві залучають Mii і мають подібну механіку, незважаючи на різні передумови. Джефф Корк з Game Informer описав Miitopia як гібрид між Tomodachi Life і рольовою ігрою старої школи, що забезпечує «простий, але ефективний» досвід гравця.  Хоча Джонатан Лік з GameRevolution проводить подібне порівняння між Miitopia та Tomodachi Life, його думка про першу була менш прихильною, зазначивши, що взаємодія між персонажами в Miitopia була «підведена нецікавим текстом» і була менш гумористичною порівняно з Tomodachi Life.
Він також критикував відсутність участі гравців, описуючи, як відсутність вибору гравців у дослідженні територій змушувала його відчувати, що гра більшу частину часу була на автопілоті.  Подібним чином Гайді Кемпс з GameSpot вважає, що Miitopia — це «повільна робота, яку ви здебільшого дивитесь, а не граєте»,  а Джон Манді з Pocket Gamer також обговорював відсутність викликів і втручання гравців. Аллегра Френк з Polygon мала подібні почуття, кажучи, що гра часто дозволяла Mii «робити свою справу», але виявила, що цього часто було достатньо, щоб розважити її. Вона підкреслила, що незадіяні сегменти гри були врівноважені її загальною динамічною природою, сказавши, що гра, яка періодично трясе акторський склад, карту та бої, траплялася досить часто, щоб підтримувати її зацікавленість. 
Незважаючи на те, що бій є невід’ємною частиною гри, він не отримав повної оцінки. Лік критикував нескладний бій у попередніх частинах гри,  тоді як Френк критикував високу частоту битв, що спричиняє повторюваний геймплей.  Вони виявили, що механіка автоматичного бою пом’якшила, але не повністю вирішила цю проблему. Також критикували той факт, що всі члени партії, окрім ігрових Mii, контролювалися ШІ. Кемпс і Френк відзначили, що відсутність контролю гравців над діями групи може призвести до розчарування в грі. Незважаючи на це, Френк високо оцінив креативні «приховані хитросплетіння» бойової системи, через роботу персонажів і особистісні риси, що впливають на їхній бойовий стиль. 
Більшість критиків називали креативність найбільшою перевагою Miitopia; Корк, Кемпс, Лік і Френк погодилися, що творче звернення до більш традиційної концепції RPG було в кінцевому підсумку її головною родзинкою.    

## Продажі
До лютого 2017 року в Японії було продано понад 168 000 копій версії 3DS.
Протягом першого тижня у Великобританії порт Switch продав на 36% більше копій на момент запуску, ніж версія 3DS, дебютувавши на другому місці після Resident Evil Village. У Японії порт Switch став на друге місце після Rune Factory 5 із 72 725 проданими фізичними копіями, що втричі перевищує продажі версії 3DS. На другому тижні випуску Miitopia на Switch перевершив конкурентів і посів перше місце в тижневих продажах у Японії з 34 451 проданою фізичною копією. За даними Media Create, порт Switch дебютував на першому місці в Південній Кореї.
Станом на листопад 2023 року було продано 1,79 мільйона копій версії Nintendo Switch 

## Спадщина
Дві музичні композиції з Miitopia, «Boss Battle» і «Boss: The Darkest Lord», були представлені в кросоверному файтингу Super Smash Bros. Ultimate. 21 травня 2021 року було випущено порт гри для Nintendo Switch, розроблений Grezzo.

## Нотатки
1. ↑  Grezzo, розробники версії для Nintendo Switch
2. ↑  ミートピア (яп. Mītopia) в Японії